# بازیل هیلی
 بازیل هیلی (انگلیسی: Basil Hiley؛ زاده ۱۹۳۵) یک فیزیک‌دان اهل بریتانیا بود.